# 斯普拉克斯 (紐約州)
斯普拉克斯（英語：Sprakers）是位於美國紐約州蒙哥馬利縣的非建制地區。

## 歷史
斯普拉克斯的郵局自1883年營運至今。

## 地理
斯普拉克斯所處的海拔為高於海平面92米（即302英呎），而該地所採用的時區為UTC-5，即北美东部时区（EST）。同時該地設有夏令時間，為UTC-5調快一小時，即UTC-4（EDT）。